# Outrageous!
Outrageous! è un film del 1977 diretto da Richard Brenner.